# 佩塔尔·戈尔沙
佩塔尔·戈尔沙（1988年1月11日—）生于别洛瓦尔，是一名克罗地亚男子射击运动员，主攻步枪。他在1996年时开始练习射击，1997年开始参加射击比赛。他曾参加2008年、2012年和2016年三届奥运，其中前两届奥运都未能进入决赛，2016年，他参加三个项目，其中一个项目成功进入决赛，获得第7名。2018年，他在世界射击锦标赛上获得两枚奖牌，这是他首次在射击世锦赛上获得奖牌。